# Maria Sapatão
Maria Sapatão é uma famosa marchinha de Carnaval de autoria de João Roberto Kelly que se popularizou na voz de Chacrinha, que também ajudou na composição da canção. Foi uma das músicas mais executadas do Carnaval de 1981.
Com sua letra polêmica, já que foi ela que ajudou o termo "Sapatão" a tornar-se popular, ela frequentemente é alvo de crítica nas redes sociais. Em resposta, o autor rejeitou o rótulo de homofóbico e lançou "Eu sou gay". Ao mesmo tempo, a letra da canção é citada nos campos da teoria queer, para discutir sobre representação transmasculina na comunidade LGBT. A marchinha é recebida positivamente por algumas lésbicas.
Mesmo com essa controvérsia, em 2011 ela foi eleita a 9ª melhor Marchinha de Carnaval de todos os tempos pela revista veja.
A Valesca Popozuda também interpretou versão cover da marchinha, em ritmo de funk carioca.